# Zosterops fuscicapilla
Zosterops fuscicapilla — вид воробьиных птиц из семейства белоглазковых (Zosteropidae).

## Распространение
Обитают на Новой Гвинее и лежащих рядом островах. Живут в горных лесах.

## Описание
Длина тела 9.5-11 см. Вес 10.8-11.2 г (номинативный подвид). Окрашены в чёрно-оливково-желтой гамме, при этом детали окраса у представителей двух существующих подвидов существенно отличаются. У представителей номинативного подвида тёмное «лицо».
Самки мало отличаются от самцов.

## Биология
Питаются фруктами и насекомыми.

## Охранный статус
МСОП присвоил виду охранный статус LC.